# آلت زاچون
الت زاچون (به آلمانی: Alt Zachun) یک شهر در آلمان است که در مکلنبورگ-فورپومرن واقع شده‌است.

## خصوصیات
الت زاچون ۸٫۴۳ کیلومترمربع مساحت دارد ۳۷ متر بالاتر از سطح دریا واقع شده‌است.